# Basin (Wyoming)
Pour les articles homonymes, voir Basin.
La ville de Basin est le siège du comté de Big Horn, dans l’État du Wyoming, aux États-Unis. Lors du recensement de 2010, sa population s’élevait à 1 285 habitants.

## Source
- (en) Cet article est partiellement ou en totalité issu de l’article de Wikipédia en anglais intitulé « Basin, Wyoming » (voir la liste des auteurs).